# 코시 곱
미적분학에서, 두 급수의 코시 곱(영어: Cauchy product)은 두 급수의 곱으로 수렴하는 급수의 하나다. 두 급수의 합성곱을 항으로 한다.

## 정의
두 복소수 항 급수 {\displaystyle \sum _{n=0}^{\infty }a_{n}} 및 {\displaystyle \sum _{n=0}^{\infty }b_{n}}의 코시 곱은 다음과 같은 급수다.
{\displaystyle {\begin{aligned}\sum _{n=0}^{\infty }\sum _{k=0}^{n}a_{k}b_{n-k}&=\sum _{n=0}^{\infty }(a_{0}b_{n}+a_{1}b_{n-1}+\cdots +a_{n}b_{0})\\&=a_{0}b_{0}+(a_{0}b_{1}+a_{1}b_{0})+(a_{0}b_{2}+a_{1}b_{1}+a_{2}b_{0})+\cdots \end{aligned}}}
두 급수의 항의 곱을 무한한 행렬
{\displaystyle {\begin{matrix}a_{0}b_{0}&a_{0}b_{1}&a_{0}b_{2}&\cdots \\a_{1}b_{0}&a_{1}b_{1}&a_{1}b_{2}&\cdots \\a_{2}b_{0}&a_{2}b_{1}&a_{2}b_{2}&\cdots \\\vdots &\vdots &\vdots \end{matrix}}}
위에 배열하였을 때, 코시 곱의 {\displaystyle n}번째 항은 (오른쪽 위에서 왼쪽 아래로 향하는) {\displaystyle n}번째 대각선 성분들의 합이다.

## 성질

### 합
만약 두 급수 {\displaystyle \sum _{n=0}^{\infty }a_{n}}, {\displaystyle \sum _{n=0}^{\infty }b_{n}}와 코시 곱 {\displaystyle \sum _{n=0}^{\infty }\sum _{k=0}^{n}a_{k}b_{n-k}}이 모두 수렴한다면, 코시 곱은 두 급수의 곱이다.:321, Theorem of Abel
{\displaystyle \sum _{n=0}^{\infty }\sum _{k=0}^{n}a_{k}b_{n-k}=\left(\sum _{n=0}^{\infty }a_{n}\right)\left(\sum _{n=0}^{\infty }b_{n}\right)}
이는 아벨 극한 정리를 통해 보일 수 있으며, 닐스 헨리크 아벨이 처음 증명하였다.

### 수렴할 충분조건
메르텐스 정리(영어: Mertens' theorem)에 따르면, 임의의 두 수렴급수 {\displaystyle \sum _{n=0}^{\infty }a_{n}}, {\displaystyle \sum _{n=0}^{\infty }b_{n}}에 대하여, 만약 적어도 하나가 절대 수렴한다면, 코시 곱은 수렴한다.:321, Theorem of Mertens
증명:
편의상 급수 {\displaystyle \sum _{n=0}^{\infty }a_{n}}이 절대 수렴한다고 가정하자. 다음과 같이 쓰자.
{\displaystyle A_{n}=\sum _{k=0}^{n}a_{k},\;B_{n}=\sum _{k=0}^{n}b_{k},\;C_{n}=\sum _{k=0}^{n}c_{k},\;c_{n}=\sum _{k=0}^{n}a_{n-k}b_{k}}
{\displaystyle A=\sum _{n=0}^{\infty }a_{n},\;B=\sum _{n=0}^{\infty }b_{n}}
그렇다면, 다음이 성립한다.
{\displaystyle {\begin{aligned}C_{n}&=a_{0}b_{0}+(a_{0}b_{1}+a_{1}b_{0})+\cdots +(a_{0}b_{n}+a_{1}b_{n-1}+\cdots +a_{n}b_{0})\\&=a_{0}B_{n}+a_{1}B_{n-1}+\cdots +a_{n}B_{0}\\&=a_{0}B+a_{1}B+\cdots +a_{n}B+a_{0}(B_{n}-B)+a_{1}(B_{n-1}-B)+\cdots +a_{n}(B_{0}-B)\\&=A_{n}B+a_{0}(B_{n}-B)+a_{1}(B_{n-1}-B)+\cdots +a_{n}(B_{0}-B)\end{aligned}}}
정리의 가정에 의하여, 다음과 같이 정의한 {\displaystyle A',M\geq 0}은 유한한 수이다.
{\displaystyle A'=\sum _{n=0}^{\infty }|a_{n}|}
{\displaystyle M=\sup\{|B_{0}-B|,|B_{1}-B|,\dots \}}
임의의 {\displaystyle \epsilon >0}을 취하자. 그렇다면, 다음을 만족시키는 {\displaystyle n'\in \{0,1,\dots \}}이 존재한다.
- 모든 {\displaystyle n\in \{n'+1,n'+2,\dots \}}에 대하여, {\displaystyle |B_{n}-B|<{\frac {\epsilon }{2(A'+1)}}}
- 모든 {\displaystyle n\in \{n'+1,n'+2,\dots \}}에 대하여, {\displaystyle \sum _{k=n}^{\infty }|a_{n}|<{\frac {\epsilon }{2(M+1)}}}

따라서, 모든 {\displaystyle n\in \{2n'+1,2n'+2,\dots \}}에 대하여, 다음이 성립한다.
{\displaystyle {\begin{aligned}|C_{n}-A_{n}B|&\leq |a_{0}||B_{n}-B|+\cdots +|a_{n'}||B_{n-n'}-B|+|a_{n'+1}||B_{n-n'-1}-B|+\cdots +|a_{n}||B_{0}-B|\\&\leq {\frac {\epsilon }{2(A'+1)}}\sum _{k=0}^{n'}|a_{k}|+M\sum _{k=n'+1}^{n}|a_{k}|\\&<\epsilon \end{aligned}}}
즉, {\displaystyle C_{n}}은 {\displaystyle AB}로 수렴하며, 정리의 결론이 성립한다.

### 절대 수렴할 충분조건
임의의 두 절대 수렴 급수 {\displaystyle \sum _{n=0}^{\infty }a_{n}}, {\displaystyle \sum _{n=0}^{\infty }b_{n}} 및 임의의 전단사 함수 {\displaystyle \sigma \colon \mathbb {N} \to \mathbb {N} \times \mathbb {N} }에 대하여, 급수
{\displaystyle \sum _{n=0}^{\infty }a_{\sigma _{1}(n)}b_{\sigma _{2}(n)}}
는 절대 수렴하며,
{\displaystyle \sum _{n=0}^{\infty }a_{\sigma _{1}(n)}b_{\sigma _{2}(n)}=\left(\sum _{n=0}^{\infty }a_{n}\right)\left(\sum _{n=0}^{\infty }b_{n}\right)}
이다. 특히, 두 절대 수렴 급수의 코시 곱은 절대 수렴한다.

## 예
두 복소수 계수 멱급수 {\displaystyle \sum _{n=0}^{\infty }a_{n}(x-a)^{n}} 및 {\displaystyle \sum _{n=0}^{\infty }b_{n}(x-a)^{n}}의 코시 곱
{\displaystyle \sum _{n=0}^{\infty }(x-a)^{n}\sum _{k=0}^{n}a_{n-k}b_{k}}
은 통상적인 곱과 일치한다.

### 코시 곱이 발산하는 두 수렴급수
급수
{\displaystyle \sum _{n=1}^{\infty }{\frac {(-1)^{n}}{\sqrt {n}}}}
는 교대급수 판정법에 따라 수렴한다. 이 급수의 스스로와의 코시 곱
{\displaystyle \sum _{n=2}^{\infty }c_{n}}
을 생각하자. 임의의 {\displaystyle n\in \{2,3,4,\dots \}}에 대하여,
{\displaystyle c_{n}=(-1)^{n}\sum _{k=1}^{n-1}{\frac {1}{\sqrt {k(n-k)}}}}
이므로
{\displaystyle {\begin{aligned}|c_{n}|&=\sum _{k=1}^{n-1}{\frac {1}{\sqrt {k(n-k)}}}\\&\geq \sum _{k=1}^{n-1}{\frac {2}{n}}\\&={\frac {2(n-1)}{n}}\\&\geq 1\end{aligned}}}
이다. 따라서, 코시 곱은 발산한다.

## 역사
프랑스의 수학자 오귀스탱 루이 코시의 이름을 땄다.

## 참고 문헌
1. 1 2  Knopp, Konrad (1951). 《Theory and application of infinite series》 (영어). 번역 Young, R. C. H.. Translated from the 2nd edition and revised in accordance with the fourth by R. C. H. Young. 2판. 런던-글래스고: Blackie & Son. Zbl 0042.29203.